# پیمان اسدیان

پیمان اسدیان (زادهٔ تیر ۱۳۵۷، تهران) گوینده خبر و مجری تلویزیون ایرانی است. 

## تحصیلات
او دارای مدرک کارشناسی مدیریت بازرگانی از دانشگاه آزاد اسلامی واحد تهران جنوب و کارشناسی ارشد مدیریت رسانه‌های ورزشی از دانشگاه پیام نور واحد البرز است. وی در سال ۱۳۸۱ در نخستین جشنواره خبر و برنامه‌های سیاسی به عنوان بهترین گوینده اخبار تخصصی تلویزیون انتخاب شد.

## کار رسانه‌ای
پیمان اسدیان در سال ۱۳۷۷ کار خود را با اخبار شبکه جهانی جام جم به عنوان خبرنگار اجتماعی و ورزشی آغاز کرد و پس افتتاح شبکه خبر در آذر ماه سال ۱۳۷۸ به عنوان گوینده اخبار ورزشی مشغول به کار شد. برخی علاقه‌مندان به ورزش معتقدند اسدیان در خواندن اخبار ورزشی صاحب سبک است.
اسدیان به همراه عادل فردوسی‌پور به عنوان خبرنگار اعزامی شبکه خبر صدا و سیما در جام جهانی ۲۰۰۶ آلمان حاضر بود.

## خبرهای ورزشی شبکه خبر
شبکه خبر از آذرماه سال ۱۳۷۸ آغاز به کار کرد و خبرهای ورزشی این شبکه همواره از بخش‌های پر مخاطب بوده است، در حال حاضر مشروح خبرهای ورزشی شبکه خبر در ساعت‌های ۳۰/ ۱۴، ۳۰/ ۱۷ و ۳۰/ ۲۰ پخش می‌شود و بابک بابان، بهمن صفری، سیدمهران جوادی‌نیا، علیرضا افتخاری (تشابه نام و نام خانوادگی با خواننده نامدار) و پیمان اسدیان گویندگان بخش‌های خبری و برنامه‌های مختلف ورزشی هستند.

## کتاب گویا کشتی
مجید حاتمی نویسنده کتابی گویا به نام تاریخچه کشتی در بازی‌های آسیایی است و خواندن متن این کتاب گویا را پیمان اسدیان برعهده داشت.

## گزیده آثار
- برخی از آثار پیمان اسدیان در تلویزیون

| سال          | نام برنامه   | سمت    | شبکه پخش‌کننده |
| ------------ | ------------ | ------ | ------------- |
| ۱۳۹۹         | چاپ اول      | مجری   | شبکه خبر      |
| ۱۴۰۱         | جام ۲۲       | گوینده | شبکه ورزش     |
| ۱۴۰۲         | دهکده آسیایی | مجری   | شبکه ورزش     |
| ۱۴۰۳         | یورو ۲۰۲۴    | مجری   | شبکه ۳        |
| ۱۴۰۳         | المپیک ۲۰۲۴  | مجری   | شبکه ۳        |
| ۱۴۰۴–هم‌اکنون | گزارش ورزشی  | مجری   | شبکه ۳        |